# Cant al Ras
El Cant al Ras és una trobada de cant rural que se celebra cada any a Massalfassar, l'Horta, organitzat per la Colla de Dimonis de Massalfassar i l'Associació Cultural Tradició i Música, Tramús, el tercer dissabte de maig. La direcció i presentació és a càrrec de Josep Vicent Frechina.

## Orígens
El Cant al Ras és la trobada més important de les que es dediquen a la cançó tradicional al País Valencià, i se celebra a Massalfassar des de l'any 1997, amb la intenció de recuperar el gust per la cançó tradicional, una cançó que, històricament ha tingut una importància cabdal en les hores de treball, d'oci i de festa, i que amb la globalització mediàtica dels referents culturals i la irrupció de la indústria discogràfica s'ha vist menystinguda i desplaçada fins ben bé la seua desaparició. L'èxit de les edicions del Cant al Ras és un prova fefaent que aquest procés encara pot revertir i, per això, el festival continua procurant la recuperació i difusió de les formes més genuïnes de cantar dels valencians: cançons de batre, albades, cant d'estil, cançons d'engrunsar, cançons de taverna, cuplets de magatzem, gojos, aurores, mayos, romanços, nadalenques, asguilandos, cançons de Pasqua, cançons de ronda, havaneres, cançons de murga, etc.

## Cantadors i cantadores
El Cant al Ras se celebra a la plaça de l'Església de Massalfassar durant la nit del tercer dissabte de maig i, al llarg de les seues edicions, han passat per l'escenari molts cantadors -cantadors aficionats, molt apreciats a l'encontre, com la tia Pepica Soro de Massalfassar o el tio Bollo de Quartell; cantadors d'estil com Apa, Teresa Segarra, Josepa Blasco, Naiet de Bétera, Josep Bahilo, Josep Maria Flores, Brígida Sanchis, Jacint Hernández, Empar Sanchis, Victorieta Sousa, Isabel de Quart, Manolita, Tati de Godella; cantadors de repertoris tradicionals com Pep Gimeno Botifarra, de Xàtiva; Toni Guzman d'Énguera; Raül Vidal de la Llosa de Ranes; Ricardo Menargues d'Alfafar, El Negre de Burjassot, Toni Violí de Bocairent, etc.; rondes tradicionals com Alcandora, la Colla Brials, el Grup Baladre de Muro d'Alcoi, el Grup de Dansa L'Alcúdia, Sagueta Nova de Biar, Grup Alacant, Aigua Fresca de Vila-real, etc.; membres de formacions estables de música tradicional com Urbàlia Rurana, Carraixet, Al Tall, Cànem, la Romàntica Alternativa del Saladar, Beniterrània, El Pont d'Arcalís, Primera Nota, el Cançoner de les Comarques del Sud, Música Nostra, Riu Sec, Miquel Gil, L'Ham de Foc, Quamlibet, Tira-li Folk, etc.; els grups d'aurores de Corbera o d'Albalat dels Sorells; a més d'artistes actuals com Arrop i Tallaetes, Dani Miquel, Rubén Suárez Benítez, Quim Sanç o Toni de l'Hostal i convidats especials com l'escola de Sa Ximbomba de Sa Pobla (Mallorca), Paco Díez, líder del grup de música tradicional castellana La Bazanca i especialista en el cançoner sefardita, Vicent Palermet, un dels joves eivissencs que practiquen el cant pagés, un grup de cantadors i cantadores del Lluçanès, o l'associació cultural Soca de Mots de Menorca, recuperadora i mantenidora del cant glossat.
L'any 2008, va estar dedicat a la memòria del cantador d'estil el Xiquet de Vinalesa, del qual se celebrava aquell any el centenari del naixement, i el Cant al Ras va gaudir del cant occità de Jan-Mari Carlotti, com a convidat d'excepció.
L'any 2016 van celebrar els 20 anys del Cant al Ras i els convidats van ser els glosadors mallorquins Mateu Matas Xurí i Maribel Servera Servereta, que van compartir escenari amb els Tabaleters i Dolçainers "El Xarquet" de Massalfassar, Pixurri d'Albal, Jacint Hernández, Pep Gimeno Botifarra, Jonathan Penalba, Hilari Alonso, Arrop i Talladetes, Urbàlia Rurana, la rondalla del Grup de Danses de Quart de Poblet, Raül Vidal, Martí Jover amb Jesús Barranco, David Reig, Quim Sanç, Cable Pelat, l'Escola de Cant d'Estil del Puig, el grup Jam Ball Folk amb Ximo Caffarena i la Xe-ranga, Germans Cavaller, Xavi de Bétera.
La XXI edició (2017) s'inscrigué dins del cicle Tradicionàrius al territori per a celebrar el trenté aniversari del festival barceloní: entre els participants hi hagué el cantaor Gerard Terrafort, guanyador del concurs de batres de la Denominació d'Origen Arròs de València, i el cantautor gascó Primaël Montgauzí, guanyador del Concurs de Cantautors amb la Veu Petita de Benicarló.
El documental Cant al ras. La nit del poble es preestrenà el 10 de febrer de 2018 al Centre Cívic de Massalfassar.
La XXIII edició de Cant al Ras de l'any 2019 va retre homenatge al músic de Xàtiva Emili Vera (1953-2018) amb la presència dels cantadors Hilari Alonso, Pep Gimeno el Botifarra.

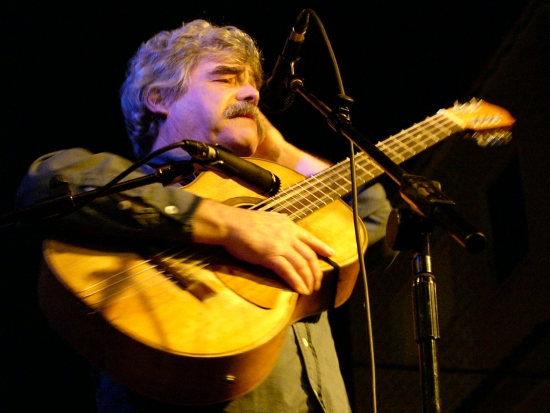
Jan-Mari Carlotti (2008)
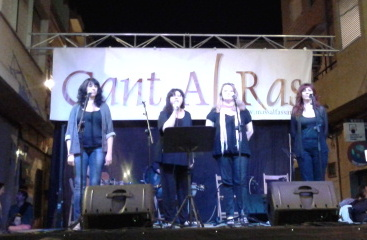
Carraixet (2015)
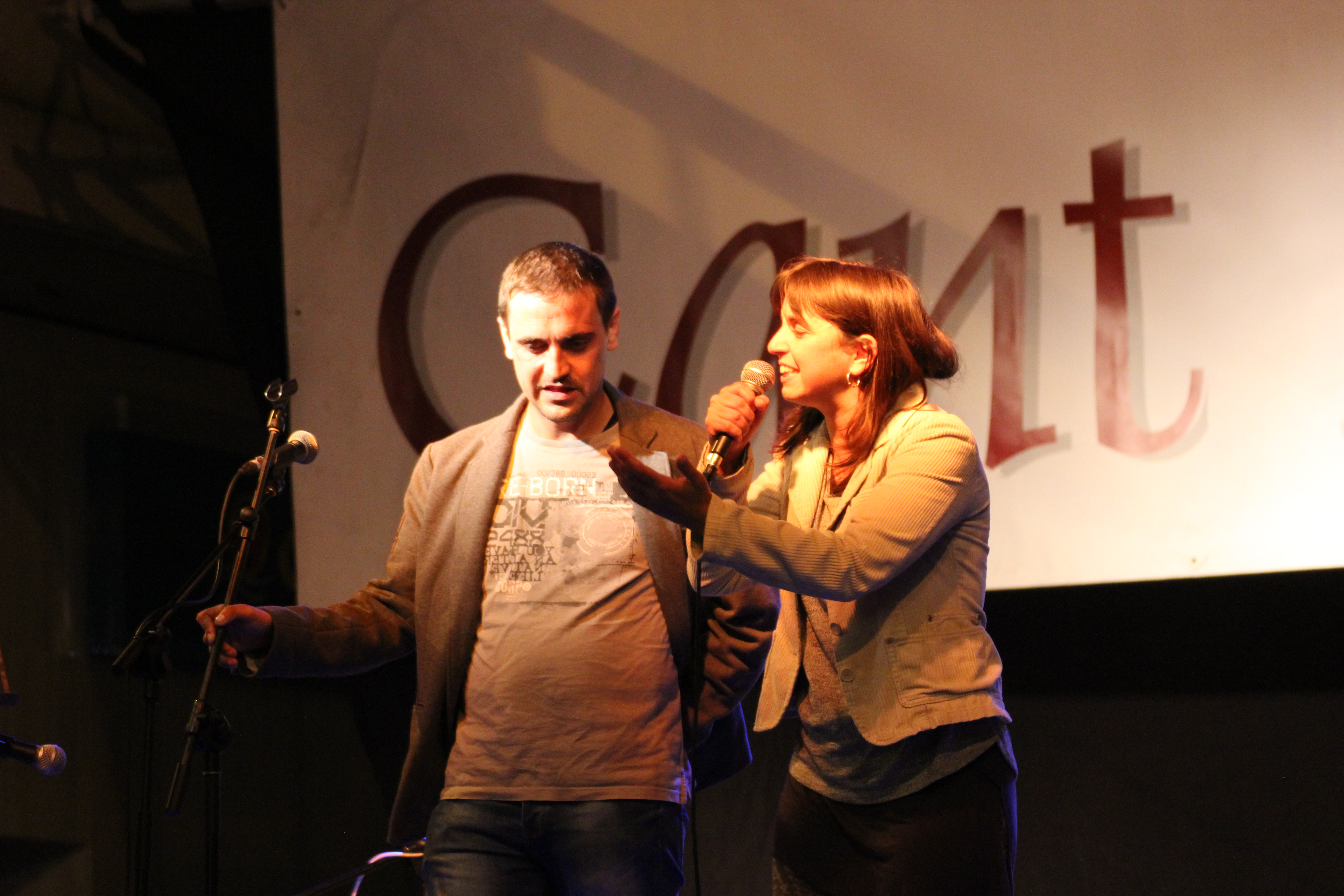
Xurí i Servereta (2016)
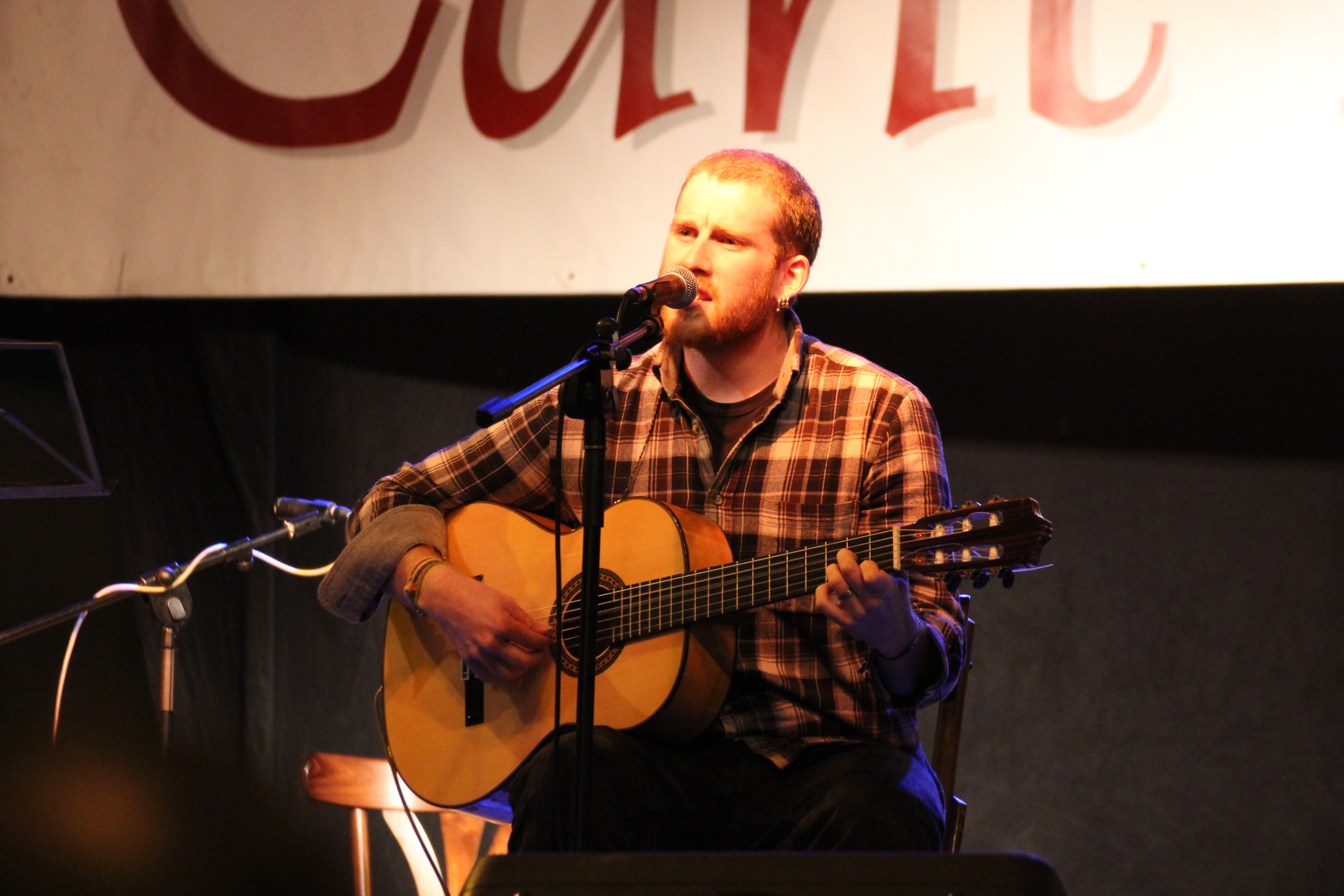
Quim Sanç (2016)
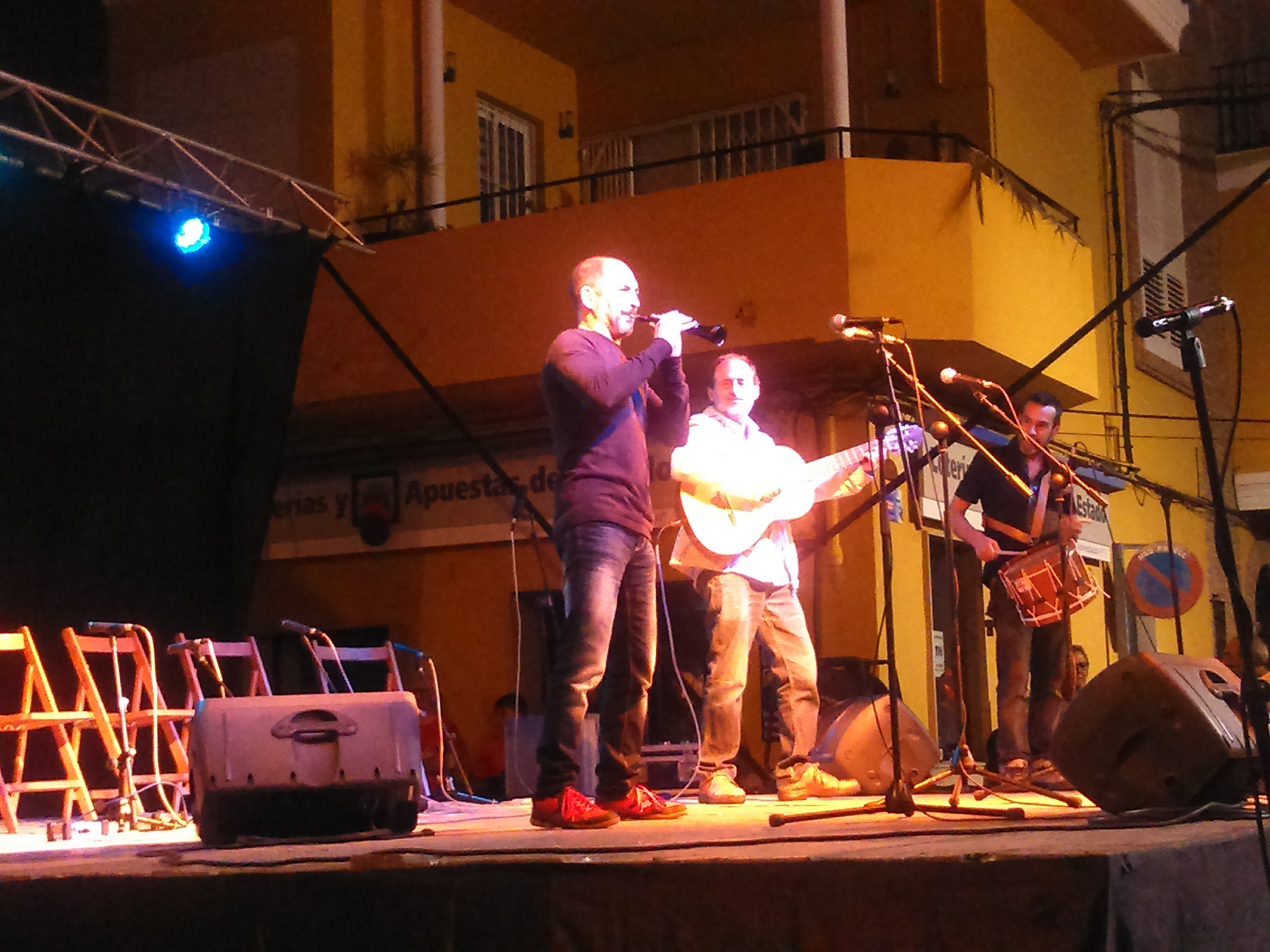
Urbàlia Rurana (2017)

## Esdeveniments similars
La consolidació del Cant al Ras com a punt de trobada dels amants de la cançó tradicional s'ha exportat cap a altres poblacions, com ara Es Cubells, a Eivissa, on des del 1998 se celebra la Cantada a Sa Serena; l'any 2009, organitzaren a Teulada la Cantada a la fresca, a Altea el Cant a la serena i, l'any 2010, a Godella.